# Sabine Harbeke
Sabine Harbeke (* 21. März 1965 in Affoltern am Albis) ist eine Schweizer Bühnenautorin, Theaterregisseurin und Hochschullehrerin.

## Leben und Theaterarbeit

### Leben
Sabine Harbeke erlangte zunächst das Turn- und Sportlehrerdiplom II an der Eidgenössischen Technischen Hochschule Zürich, bevor sie anschliessend von 1991 bis 1995 Visuelle Kommunikation an der Hochschule für Gestaltung und Kunst in Luzern studierte. Von 1996 bis 2002 lebte sie in New York, wo sie in der Independent-Filmszene arbeitete, dokumentarische und fiktionale Kurzfilme drehte und an der School of Visual Arts 1998 ihr Studium in Filmregie mit dem Bachelor of Fine Arts with honors beendete. Seither ist sie als Filmemacherin, Theaterautorin und Regisseurin tätig und inszeniert die Uraufführungen ihrer Stücke meist selbst. Ihren ersten Bühnentext god exists führte sie 1999 für das «Hope-and-Glory Festival» in Zürich auf.
Sabine Harbeke lebt in Zürich; sie schreibt und inszeniert u. a. für das Theater am Neumarkt Zürich, das Theater Basel, das Thalia Theater (Hamburg) und das Theater Kiel. Sie lehrt an der Hochschule für Musik und Darstellende Kunst Stuttgart, der Hochschule für Musik und Theater Hamburg und an der Hochschule Luzern - Design & Kunst. Seit 2009 ist sie Leiterin für den Bachelor der Theaterregie an der Zürcher Hochschule der Künste.

### Theaterarbeit
Während die Themen in Harbekes Bühnenstücken um allgemeingültige Probleme kreisen, sind Figuren und Sprache vom jeweiligen Entstehungs- und Aufführungsort geprägt, an dem sie bei Recherchen die Initialzündung für den dramatischen Text findet.  Ihre Texte zeichnen sich vor allem durch ihre sprachliche Präzision und Rhythmik aus: Alltagssprache steigert sich durch Verdichtung und Rhythmisierung  ins Absurde. Die Dialoge sind gekennzeichnet von einem Misstrauen gegenüber der Sprache.
Ihr deutsch-englisches Stück und jetzt / and now handelt vom Verlust der Verlässlichkeit in einer Welt nach dem 11. September. Harbeke studierte es zusammen mit amerikanischen und deutschen Schauspielern 2004 am Hamburger Thalia Theater ein.
Es erzählt «… Geschichten, die wie Geplapper klingen und in einer Kehrtwendung ihre Höllentiefe offenbaren. […] Das Drastische der Geschichten wird spielbar, weil Sabine Harbeke eine Puristin ist […] Nichts will mehr scheinen als es ist, nichts mehr bedeuten, als es scheint», urteilt Die Welt und das Hamburger Abendblatt schreibt: «Harbeke erzählt beklemmend unprätentiöse Alltäglichkeiten […] Es geht um Schuld und Lügen und die Anstrengung, einen Alltag aufrechtzuerhalten. Ground-Zero-Alltag».
Das 2004 am Theaterhaus Gessnerallee uraufgeführte Schauspiel nur noch heute trägt den Untertitel ein theaterstück nach kurzgeschichten von raymond carver. Auf dessen Kurzgeschichten basierte auch der 1993 entstandene Episodenfilm Short Cuts von Robert Altman. Harbekes Stück erzählt mehrere eigenständige Geschichten von kurzen Begegnungen zwischen durchschnittlichen Menschen, die durch ihre alltäglichen Probleme aus dem Gleichgewicht geraten sind und so in geradezu bizarre Lagen geraten. Das Thema «Liebe» hält diese eigenständigen Geschichten, in denen die Figuren von ihren Situationen erzählen, zusammen. Formal verknüpft sind die Szenen durch die Figuren, die sich wie in Artur Schnitzlers Reigen ablösen.
Im Schauspiel trotzdem, einem Auftragswerk für das Bochumer Schauspielhaus, werden zahlreiche kleine Lebenskatastrophen erzählt. Die Autorin hatte für dieses Stück im Bochumer Stadtmilieu recherchiert. «das leben findet seinen weg» stellt sie als Motto ihrem Bühnentext voran. Die Menschen, die aus ihrem bodenständigen Dasein herausgefallen sind, werden nicht bei sich zu Hause dargestellt, sondern die Szenen spielen stets an öffentlichen Orten, für sie gibt es keinen Rückzug in eine geschützte Privatatmosphäre mehr. Harbekes Thema in trotzdem ist das mühselige Ringen um das alltägliche Leben und der Irrsinn menschlicher Beziehungen. Über die «liebevoll ausgepinselten Episoden» wird jedoch kritisch vermerkt: «Bei aller Buntheit der Szenen vermisst man aber die Tiefenschärfe».
schonzeit, 2006 als Auftragsarbeit für das Theater Kiel entstanden, zeigt Figuren, die an einem Wendepunkt in ihrem Leben stehen. «An Giselas Imbiss an der Ostseeküste können sie eine Weile ausruhen, sich sortieren, bevor sich alles für immer ändert: Der knappe rhythmisierte Duktus von Harbekes Sprache schafft der nordischen Drögheit einen Rahmen; […] Verstörend, melancholisch, komisch sind die fragilen Bilder, die stets das Gefühl vermitteln: Es hätte auch anders gehen können. Ein kleiner Kosmos der Vergeblichkeit, in dem sich Sabine Harbeke erneut als theatralische Feinzeichnerin erweist, eine, die im fragilen Stimmungsgeflecht leiseste Schwankungen wahrnimmt und herauspräpariert».
In dem Reigen nachts ist es anders (Nationaltheater Mannheim, 2006) geht es erneut um den Verlust der Verlässlichkeit. Nachts, sagt die Autorin, verschiebt sich die bekannte Ordnung, «fern vom hellen Alltag sind andere Begegnungen, Überraschungen und Konfrontationen möglich. Eine gewisse Schläfrigkeit oder Erschöpfung stellt sich ein, so dass man nicht mehr so genau sieht oder hinsieht wie im hellwachen Zustand und die Dinge einem entgleiten».
Ihr Stück mundschutz (Theater Basel, 2008) handelt von Gewalterfahrungen im Alltag. Der Fokus liegt dabei auf den Figuren, die ihre Geschichten um die Wette erzählen und um Anerkennung ringen. Die Frankfurter Allgemeine Zeitung fand die Geschichten zu konstruiert und kritisiert, dass die Autorin «ihre Figuren hauptsächlich Gewalterlebnisse erzählen und kaum untereinander in Beziehung treten lässt».

## Werke

### Schauspiele und Aufführungen
- mundschutz. UA Theater Basel, Regie: Sabine Harbeke, Basel 2008
- trotzdem. UA Schauspielhaus Bochum, Regie: Sabine Harbeke, Bochum, 2007
- schonzeit. UA Theater Kiel, Regie: Sabine Harbeke, Kiel, 2006
- nachts ist es anders. ein reigen. UA Nationaltheater Mannheim, Regie: Christine Schneider, Mannheim, 2006
- nur noch heute. ein theaterstück nach kurzgeschichten von raymond carver. UA Theaterhaus Gessnerallee, Regie: Barbara David Brüesch, Zürich, 2004
- und jetzt / and now. Thalia Theater, Regie: Sabine Harbeke, Hamburg, 2004
- lustgarten. UA Theater Neumarkt, Regie: Sabine Harbeke, Zürich, 2003
- der himmel ist weiss. UA Theater Neumarkt, Regie: Sabine Harbeke, Zürich, 2003
- schnee im april. Theater Neumarkt, Regie: Sabine Harbeke, Zürich, 2001
- wünschen hilft. UA Theater Neumarkt, Regie: Sabine Harbeke, Zürich, 2000
- god exists. Theaterhaus Gessnerallee, Regie: Sabine Harbeke, Zürich, 1999

### Film, Fernsehen und Hörspiele
- 1997: new york, frühmorgens (Film)
- 1998: june (Film)
- 1999: seefeld (Film). Schweizer Fernsehen TV3
- 2003: schnee im april (Hörspiel). Saarländischer Rundfunk
- 2004: lustgarten (Hörspiel). Schweizer Radio DRS 2

### Zitat
- «ich hatte ihr gesagt, dass ich sie nur schlecht verstehe. sehr schlecht. was sollte ich denn tun, ich konnte weder fortrennen, noch zurückrufen. sie sprach von einem unerklärlichen vertrauensbruch, unerwartet und unfassbar. nach so vielen jahren. und ich ging inmitten dieser menge von enttäuschten, lauten menschen in eine richtung, in die ich gar nicht wollte, weil nichts anderes möglich war. ich war heilfroh, als ich die telefonzelle sah. ich geh mal schnell mit dem handy in eine telefonzelle, sagte ich. hier drinnen ist es leise und ich kann ungehemmt laut reden».[7]

### Textausgaben
- nachts ist es anders. ein reigen. In: Gut ist, was gefällt. Versuche über die zeitgenössische Urteilskraft. Vier Theaterstücke. Verlag der Autoren, Frankfurt/M. 2006. ISBN 3-88661-289-9
- lustgarten. In: Theater, Theater. Aktuelle Stücke 15. Fischer, Frankfurt/M. 2005. ISBN 3-596-16869-4
- der himmel ist weiss. In: Theater, Theater. Aktuelle Stücke 13. Fischer, Frankfurt/M. 2003. ISBN 978-3-596-16027-3
- schnee im april. In: Theater, Theater. Aktuelle Stücke 12. Fischer Taschenbuch Verlag, Frankfurt/M. 2002. ISBN 978-3-596-15664-1

### Sekundärliteratur
- Ursina Greuel: Junge Theaterszene Schweiz. In: Drehpunkt. Die Schweizer Literaturzeitschrift. Nr. 113, August 2002, Basel. ISSN 0012-6055
- Martin Halter: Fahrerflucht in die Körpertherapie. In: Frankfurter Allgemeine Zeitung vom 23. April 2008
- NN: Herbeke, Sabine. In: Lexikon Schweizer Schriftstellerinnen und Schriftsteller der Gegenwart
- Veronika Sellier und Harald Müller (Herausgeber): Stück-Werk 4, Deutschschweizer Dramatik. Theater der Zeit, Berlin 2005. ISBN 3-934344-55-0
- Tan Wälchli: Vom Paradies auf Freuds Couch. Neue Theaterstücke von Sabine Harbeke, Peter Stamm und Lukas Bärfuss. In: Die Wochenzeitung vom 27. Februar 2003
- Franz Wille: Im Problembetrieb. In: Theater heute. Nr. 12/2007. Berlin. ISSN 0040-5507